# 阿查瓜斯市

阿查瓜斯市（西班牙語：Municipio Achaguas），是委內瑞拉的一個市，位於該國西南部阿普雷州，首府設於阿查瓜斯，面積15,754平方公里，2007年人口65,081，人口密度為每平方公里4.1人。